# 訴諸荒謬
訴諸荒謬（appeal to ridicule）或訴諸嘲弄（appeal to mockery）是一種訴諸情感謬誤，是表達對方的說法荒謬、可笑、愚蠢，而不提出任何論證的做為。

## 示例
例1

那些人認為強大的軍事力量是維持和平的關鍵，你不覺得很離譜嗎？

例2

他認為學校應該降低學費耶，這真是笑死人了！

## 相關概念
- 歸謬法：訴諸荒謬是不提供任何理據就宣稱某個想法荒謬，是一種謬誤；歸謬法是以某個想法為前提，加上健全的推理，得出令人感到荒謬的結論，以證明原想法的不合理，是合理的推論。
- 訴諸頑固：訴諸頑固是堅持某個觀點不合理，是訴諸不當斷言；訴諸荒謬是宣稱某個觀點可笑，是訴諸情感。
- 訴諸人身：訴諸荒謬是批評某個想法荒謬；訴諸人身是批評提出想法的人。

## 外部連結
- （英文）Appeal To Ridicule - Definition & Examples（页面存档备份，存于）